# 김광수 (1952년)
김광수(金光洙, 1952년 12월 4일~)는 대한민국의 정치인, 전 교사이다. 현 제주교육감이다.
2014년 제주 교육의원에 당선되었다. 2018년 교육감 선거 출마를 위해 사직하다가 출마했지만 현직 교육감인 이석문에 밀려 낙선했다. 그리고 2022년 이석문 현 교육감을 꺾고 제주교육감에 당선되었다.

## 경력
- 1977: 서귀포고등학교 교사
- 제주제일고등학교 교사
- 제주대학교사범대학부설고등학교 교사
- 중문고등학교 교사
- 대정고등학교 교사
- 제주중앙여자고등학교 교사
- 대정여자고등학교 교사
- 무릉중학교 교감
- 제주대학교사범대학부설고등학교 교감
- 2006.03~2007.02: 중문상업고등학교 교감
- 2007.03~2009.08: 제주특별자치도교육청 장학관
- 2009.09~2013.08: 제주제일고등학교 교장
- 2013.09~2014.02: 탐라교육원 원장
- 2014.07~2018.02: 제주특별자치도의회 교육의원
- 2022.07~: 제17대 제주특별자치도 교육청 교육감
- 2024.07~: 제10대 전국시도교육감협의회 감사

## 전과
- 정보통신망이용촉진및정보보호등에관한법률위반(정보통신망침해등): 벌금 1,000,000원 - 2014년 10월 30일 선고[1]

## 역대 선거 결과
|  | 48.79% |

|  | 57.47% |